# Baccaurea ventanicola
Baccaurea ventanicola là một loài thực vật có hoa trong họ Diệp hạ châu. Loài này được (Cabrera) Soria & Zardini mô tả khoa học đầu tiên năm 1991.